# Meliochamus
Meliochamus is een kevergeslacht uit de familie van de boktorren (Cerambycidae). De wetenschappelijke naam van het geslacht werd voor het eerst geldig gepubliceerd in 1959 door Dillon & Dillon.

## Soorten
Meliochamus omvat de volgende soorten:
- Meliochamus fallax Dillon & Dillon, 1959
- Meliochamus homoeus (Jordan, 1903)
- Meliochamus isochrous (Jordan, 1903)